# Médecine traditionnelle ghanéenne
 (mai 2024).
La médecine traditionnelle ghanéenne (ou MTG), fait partie de la médecine traditionnelle africaine et se repose sur l'herboristerie, la phytothérapie, les pratiques culturelles et spirituelles. Elle est ancrée dans le tissu culturel au Ghana. L’Organisation mondiale de la santé (OMS) rapporte que les guérisseurs traditionnels ont élargi les soins de santé au Ghana, avec la majorité des patients utilisant la phytothérapie.

## Formes de pratiques

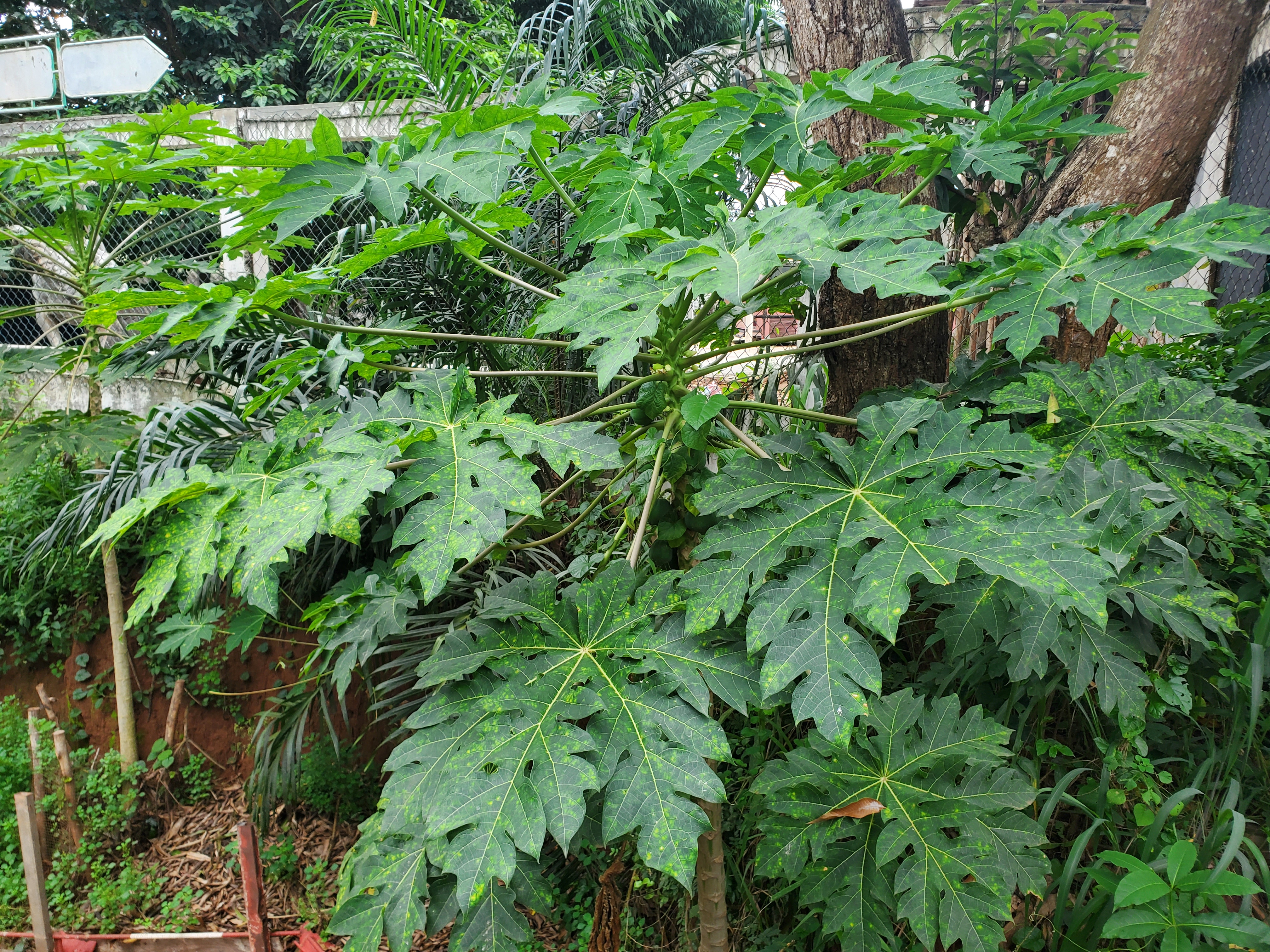
Arbre de papaye

Des recherches ont montré qu'environ 80 % des Ghanéens consultent des herboristes et des guérisseurs spirituels.
Dans la médecine traditionnelle ghanéenne, plusieurs plantes indigènes sont couramment utilisées pour leurs propriétés médicinales. Voici quelques-unes :
- Les feuilles d'acheampong (herbe du Siam): ''Acheampong leaf'' est son nom courant au Ghana. Elles sont utilisées pour contrôler les saignements, les maux d’estomac, les morsures de serpent[4].
- Margousier: Son écorce et ses feuilles sont utilisées pour traiter un large éventail de maladies, notamment la lèpre, les troubles oculaires, les maux d’estomac, les ulcères cutanés, les problèmes cardiaques et hépatiques et le paludisme;
- Feuilles amères[5]: utilisées pour les affections, notamment les maux d’estomac, le cancer de la prostate, la pneumonie et l’infertilité.
- Arbre de papayeFeuilles de papaye[6] : connues pour leur valeur nutritive, les feuilles de papaye sont utilisées dans le traitement de certaines maladies et affections.

## Causes
La population ghanéenne s'engoue (manifeste plus d'intérêt)  de la médecine traditionnelle en raison de la disponibilité, de l'accessibilité des remèdes ou recettes permettant de traiter leurs maux ou maladies. Ceci est d’autant plus courant pour les habitants de zones rurales, où la distance et le coût sont des obstacles à l’accebilité de la médecine moderne importée.

## Réglementation
Le Ghana a réalisé d’importants progrès dans le renforcement de la médecine traditionnelle comme solution viable pour l’accès aux soins de santé. Un cadre politique favorable a été mis en place avec comme corolaire son intégration dans le régime national d’assurance maladie remboursant les patients pour les consultations avec les tradipraticiens et prévoyant de faire de même pour les médicaments à base de plantes dans sa liste nationale des médicaments essentiels.
En 1994, la Direction des médecines traditionnelles et alternatives a été créée sous l’égide du Ministère de la santé. Sa mission consiste à proposer un système de santé complémentaire, clairement défini et reconnaissable, fondé sur “l’excellence de la connaissance en matière de médecine traditionnelle et alternative”. Le Centre de recherche scientifique sur la médecine des plantes qui recherchent et développent des médicaments traditionnels est créé en 1975.
La loi no 575 sur la pratique de la médecine traditionnelle, adoptée en 2000, Aux termes de cette loi, la médecine traditionnelle est définie comme une ''pratique fondée sur des croyances et des idées et reconnue par la communauté comme capable de guérir à l’aide de plantes et d’autres substances présentes dans la nature''. Elle reconnaît que la médecine traditionnelle englobe les dimensions sociale et psychologique des soins de santé. Le cadre réglementaire de la médecine traditionnelle au Ghana comprend donc les dispositions suivantes :
- La Loi sur la pratique de la médecine traditionnelle, loi no 575 de 2000;
- Le Plan stratégique pour le développement de la médecine traditionnelle (2002-2004);
- La Politique sur le développement de la médecine traditionnelle (2003);
- Le Manuel de formation à l’intention des tradipraticiens (2003 et 2005);
- Le Plan stratégique pour le développement de la médecine traditionnelle (2005-2009);
- Le Code de déontologie et les Normes de pratique (traduits en trois langues locales – 2006);
- La Liste des plantes médicinales recommandées essentielles pour les services de soins de santé primaires (2008);
- La Politique et les directives administratives pour la médecine alternative complémentaire (2008);
- Les Directives pour un cadre de protection des droits de propriété intellectuelle rattachés aux savoirs autochtones liés à la santé et aux ressources en plantes médicinales (2008).